# Axis (Alabama)
Axis ist ein gemeindefreies Gebiet im Mobile County im Bundesstaat Alabama in den Vereinigten Staaten. Das U.S. Census Bureau hat bei der Volkszählung 2020 eine Einwohnerzahl von 561 ermittelt.

## Geographie
Axis liegt im Südwesten Alabamas im Süden der Vereinigten Staaten. Es befindet sich wenige Kilometer westlich der Flusslandschaft aus Mobile River, Middle River und Tensaw River, die etwa 25 Kilometer südlich gemeinsam in den Mobile Bay und den Golf von Mexiko münden.
Nahegelegene Orte sind unter anderem Creola (1 km südlich), Satsuma (6 km südlich), Saraland (8 km südwestlich), Bucks (8 km nördlich) und Movico (13 km nördlich). Die nächste größere Stadt ist mit etwa 195.000 Einwohnern das knapp 10 Kilometer südlich entfernt gelegene Mobile.

## Verkehr
Axis liegt unmittelbar am U.S. Highway 43, der über 660 Kilometer vom Süden Alabamas bis nach Tennessee verläuft. Etwa 5 Kilometer südlich des Ortes besteht außerdem ein Anschluss an den Interstate 65, der über 1436 Kilometer von Alabama bis nach Indiana verläuft. Wenige Kilometer westlich verläuft außerdem der U.S. Highway 45.
Etwa 33 Kilometer südwestlich des Ortes befindet sich der Mobile Regional Airport.

## Demographie
Die Volkszählung 2010 ergab eine Bevölkerungszahl von 757. 66,8 % der Bevölkerung waren Weiße, 26,9 % Schwarze, 3,2 % Indianer, 0,1 % Asiaten und 0,1 % Pazifische Insulaner. 0,1 % entstammten einer anderen Ethnizität, 2,6 % hatten zwei oder mehr Ethnizitäten, 0,9 % waren Hispanics oder Lateinamerikaner jedweder Ethnizität.